# Langenwerder
Isla Langenwerder (en alemán: Insel Langenwerder) es una pequeña isla deshabitada cerca de la isla de Poel al norte de Gollwitz, un distrito del municipio de Isla Poel.
Es de aproximadamente de 800 metros de largo, 500 metros de ancho y de superficie plana.
La isla es una reserva natural debido a las aves que viven en ella y, por lo tanto, el acceso a la isla es restringido.